# بيتر هورن (سياسي)
بيتر هورن (بالمجرية: Horn Péter)‏ (و. 1942  م) هو سياسي مجري، ولد في بودابست، هو عضوٌ في الأكاديمية الهنغارية للعلوم.

## مناصب
تولى منصب عضو الجمعية الوطنية المجرية
.

## التعليم
تعلم في Godollo University of Agricultural Sciences ‏ (حتى 1965)
.

## جوائز
حصل على جوائز منها:
- نيشان الفنون والآداب من رتبة قائد (17 يناير 2013)[1]
- جائزة المنافسة العامة  [لغات أخرى]‏ (1946)